# وولفرسهایم
وولفرسهایم (به آلمانی: Wölfersheim) یک شهر در آلمان است که در وتراوکرایس واقع شده‌است.